# Милицкий, Сергей Григорьевич
Сергей Григорьевич Милицкий (1912 год, село Аландское — 1963 год, там же) — бригадир тракторной бригады Аландской МТС Кваркенского района Чкаловской области. Герой Социалистического Труда (1957). Депутат Верховного Совета СССР 6-го созыва.

## Биография
Родился в 1912 году в крестьянской семье в селе Аландское. Получил начальное образование, позднее окончил школу ликбеза. Трудовую деятельность начал десятилетним подростком. В 1929 году вступил в местный колхоз. После окончания в 1935 году курсов механизаторов трудился трактористом. Во время Великой Отечественной войны работал бригадиром трактористов Аландской МТС Кваркенского района.
В 1956 году бригада Сергея Милицкого получила в среднем с каждого гектара по 16 центнеров зерновых. Указом Президиума Верховного Совета СССР от 11 января 1957 года «за особые заслуги в освоении целинных и залежных земель, успешное проведение уборки урожая и хлебозаготовок в 1956 году» удостоен звания Героя Социалистического Труда с вручением Ордена Ленина и золотой медали Серп и Молот.
В 1962 году избирался депутатом Верховного Совета СССР 6-го созыва от Целинного избирательного округа.
Скончался в 1963 году в селе Аландское Кваркенского района.
Награды
- Герой Социалистического Труда
- Орден Ленина
- Медаль «За доблестный труд в Великой Отечественной войне 1941—1945 гг.»
- Медаль «За освоение целинных земель»